# 杨嘉瑞
杨嘉瑞（1904年—1988年），中国人民解放军将领、中国人民解放军开国少将。
曾任陕西军区司令员、中国人民解放军兰州军区第二副司令员。1955年，授予中国人民解放军少将。